# 히가시카와정

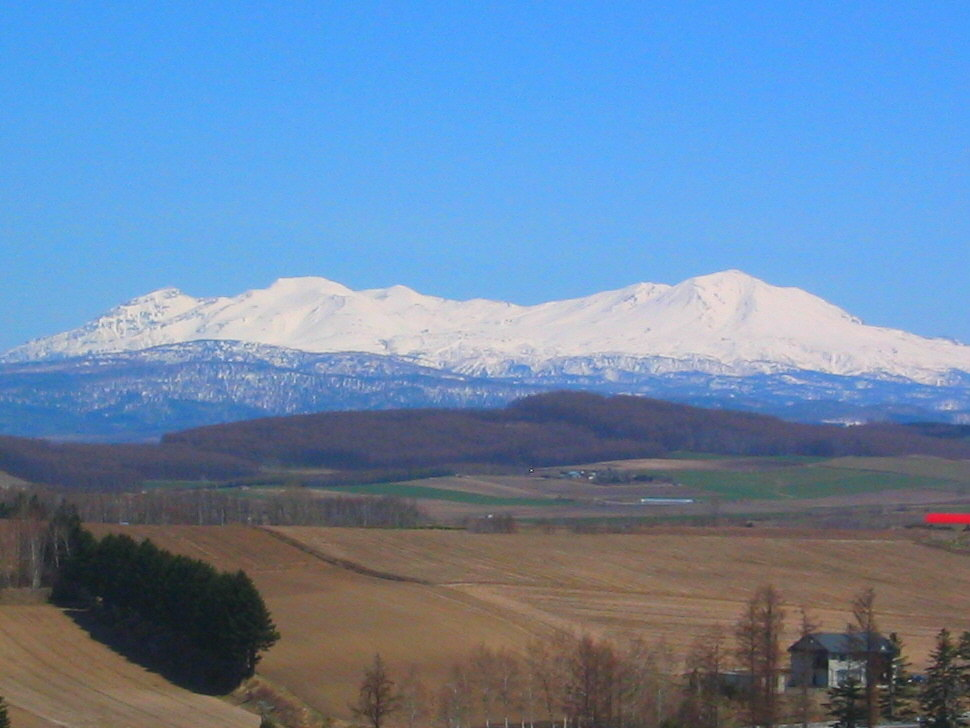
다이세쓰산

히가시카와정(일본어: 東川町)은 일본 홋카이도 가미카와 지방 중부 가미카와군에 있는 정이다. 홋카이도 최고봉인 아사히다케가 있어 그 등산로 입구에 해당하는 아사히다케 온천가와 덴닌쿄 온천은 여름과 단풍의 가을에 몹시 활기찬다.
수공예품으로 유명하고, 정내에는 목공 제품의 공방이나 세련된 찻집이 점재한다. 또 전원 풍경이 아름다워 홋카이도에서 처음으로 ‘경관 행정단체’로 지정되어 대도시에서 온 이주자도 많다.

## 지리
서부는 가미카와 분지의 농업 지대, 동부는 다이세쓰산의 산악 지대이다. 홋카이도의 거의 중앙에 위치하고 동부는 산악 지대이며 대규모 삼림 지역을 형성하고 있다. 또 일본 최대의 자연공원인 다이세쓰산 국립공원의 일부를 이룬다.
도호쿠(道北) 지방의 중핵시인 아사히카와시의 중심부에서 13km(차로 약 15분), 아사히카와 공항에서 7km(차로 약 8분) 떨어진 지점에 있다. 이주자가 증가해 인구가 증가 중이다.

### 기후
| 히가시카와정의 기후                                          | 히가시카와정의 기후 | 히가시카와정의 기후 | 히가시카와정의 기후 | 히가시카와정의 기후 | 히가시카와정의 기후 | 히가시카와정의 기후 | 히가시카와정의 기후 | 히가시카와정의 기후 | 히가시카와정의 기후 | 히가시카와정의 기후 | 히가시카와정의 기후 | 히가시카와정의 기후 | 히가시카와정의 기후 |
| 월                                                           | 1월                 | 2월                 | 3월                 | 4월                 | 5월                 | 6월                 | 7월                 | 8월                 | 9월                 | 10월                | 11월                | 12월                | 연간                |
| ------------------------------------------------------------ | ------------------- | ------------------- | ------------------- | ------------------- | ------------------- | ------------------- | ------------------- | ------------------- | ------------------- | ------------------- | ------------------- | ------------------- | ------------------- |
| 역대 최고 기온 °C (°F)                                       | 6.9 (44.4)          | 13.0 (55.4)         | 16.0 (60.8)         | 28.1 (82.6)         | 34.9 (94.8)         | 36.1 (97.0)         | 36.6 (97.9)         | 37.0 (98.6)         | 33.2 (91.8)         | 25.4 (77.7)         | 20.7 (69.3)         | 12.5 (54.5)         | 37.0 (98.6)         |
| 일평균 최고 기온 °C (°F)                                     | −4.0 (24.8)         | −2.7 (27.1)         | 2.1 (35.8)          | 10.3 (50.5)         | 18.1 (64.6)         | 22.4 (72.3)         | 25.9 (78.6)         | 26.0 (78.8)         | 21.5 (70.7)         | 14.2 (57.6)         | 5.8 (42.4)          | −1.5 (29.3)         | 11.5 (52.7)         |
| 일일 평균 기온 °C (°F)                                       | −8.1 (17.4)         | −7.3 (18.9)         | −2.5 (27.5)         | 4.8 (40.6)          | 11.8 (53.2)         | 16.5 (61.7)         | 20.3 (68.5)         | 20.5 (68.9)         | 15.7 (60.3)         | 8.8 (47.8)          | 2.0 (35.6)          | −4.9 (23.2)         | 6.5 (43.6)          |
| 일평균 최저 기온 °C (°F)                                     | −13.3 (8.1)         | −12.8 (9.0)         | −7.6 (18.3)         | −0.6 (30.9)         | 5.9 (42.6)          | 11.4 (52.5)         | 15.8 (60.4)         | 16.1 (61.0)         | 10.8 (51.4)         | 4.0 (39.2)          | −1.9 (28.6)         | −9.2 (15.4)         | 1.5 (34.8)          |
| 역대 최저 기온 °C (°F)                                       | −29.1 (−20.4)       | −29.3 (−20.7)       | −24.8 (−12.6)       | −11.9 (10.6)        | −3.6 (25.5)         | 0.1 (32.2)          | 6.0 (42.8)          | 6.3 (43.3)          | 0.0 (32.0)          | −4.6 (23.7)         | −18.0 (−0.4)        | −25.5 (−13.9)       | −29.3 (−20.7)       |
| 평균 강수량 mm (인치)                                        | 37.8 (1.49)         | 33.2 (1.31)         | 39.1 (1.54)         | 44.7 (1.76)         | 69.5 (2.74)         | 78.0 (3.07)         | 139.0 (5.47)        | 157.9 (6.22)        | 132.1 (5.20)        | 95.5 (3.76)         | 90.3 (3.56)         | 66.1 (2.60)         | 983.2 (38.71)       |
| 평균 강수일수 (≥ 1.0 mm)                                     | 16.2                | 12.4                | 12.9                | 11.1                | 11.1                | 10.6                | 12.6                | 12.3                | 13.5                | 15.3                | 18.1                | 19.2                | 165.3               |
| 평균 월간 일조시간                                           | 63.3                | 83.8                | 122.9               | 150.0               | 187.0               | 167.7               | 159.0               | 152.4               | 142.4               | 116.9               | 59.8                | 45.0                | 1,450.1             |
| 출처: 일본 기상청 (평년값: 1991년~2020년, 극값: 1977년~현재) |                     |                     |                     |                     |                     |                     |                     |                     |                     |                     |                     |                     |                     |

### 인접한 자치체
- 가미카와 종합진흥국
  - 아사히카와시
  - 가미카와군 히가시카구라정, 비에이정, 가미카와정

## 역사
이름은 주베쓰강의 아이누어 이름 ‘츄프페트’(チュプペツ, 해가 뜨는 강)를 일본어로 의역한 것이다. 인접한 아사히카와와 본질적으로는 같은 어원이다.
- 1897년 - 이시카리국 가미카와군 아사히카와촌(현 아사히카와시)에서 분리되어 히가시카와촌이 탄생하였다.
- 1959년 - 정으로 승격해 히가시카와정이 되었다.